# Gunther Erdmann
Gunther Erdmann (* 26. Juli 1939 in Oberdorla; † 6. Oktober 1996 in Berlin) war ein deutscher Komponist.

## Leben
Gunther Erdmann stammt aus einer thüringischen Handwerkerfamilie. Nach der Schulzeit wurde er zunächst Schuhmacher, entdeckte aber sehr früh seine Liebe zur Musik. Von 1961 bis 1966 studierte er an der Hochschule für Musik „Hanns Eisler“ Berlin Komposition, Chorleitung und Klavier. Zu seinen Lehrern gehörten Rudolf Wagner-Régeny, Jürgen Wilbrandt, Günter Kochan und Fritz Höft. Nach dem Staatsexamen war er als freischaffender Komponist tätig. Seine Abschlussarbeit im Fach Komposition war der Liederzyklus „Wasser rieselt, Wasser murmelt“ nach deutschen, finnischen und französischen Volksdichtungen. Ab 1965 wurde er musikalischer Leiter des Kinder- und Jugendensembles Musik und Bewegung am Haus der Jungen Talente in Berlin, wo er gemeinsam mit der Tänzerin Anni Sauer die Musikpädagogik von Carl Orff in der Praxis anwandte. Er bekleidete mehrere Funktionen im Verband der Komponisten und Musikwissenschaftler der DDR.

## Bedeutung
Gunther Erdmann war ein bedeutender Komponist von Chormusik für Kinder und Jugendliche. Er hat stets die persönliche Zusammenarbeit mit den Chören gesucht und sich beim Komponieren auf deren Charakter und ihre Fähigkeiten eingestellt. Mit seinem Schaffen bereicherte er die internationale Kinder- und Jugendchorliteratur wesentlich. Erdmann hat eine unverwechselbare musikalische Handschrift entwickelt – bodenständig, lebensnah, deftig, kreativ. Mit modischen Kompositionstechniken konnte er sich nicht anfreunden. Seine Werke sind tonal und zielen auf das Verständnis eines möglichst großen Publikums. Sein Grundsatz war: „So einfach wie möglich, so kompliziert wie nötig“. Dabei galt seine besondere Zuneigung immer der jungen Generation. Bedingt durch die deutsche Teilung sind Gunther Erdmann und seine Musik längst nicht jedem Chorleiter bekannt. Er wird derzeit im Ausland häufiger aufgeführt als in Deutschland. Das Internationale Kinderchorfestival Fröhlich sein und singen in Halle (Saale) ist ein wichtiger Beitrag zur Popularisierung seiner Ideen und Ziele. Mit dem „Gunther-Erdmann-Preis“ werden dort Maßstäbe für eine hohe Qualität der musikalischen Arbeit mit Kindern gesetzt. Erwähnenswert sind auch seine Bearbeitungen deutscher und internationaler Volkslieder sowie seine Bühnen- und Filmmusiken.

Erdmanns Nachlass, enthaltend neben umfangreichem Notenmaterial auch persönliche Dokumente, Fotos und Tonträger, wird in der Musikabteilung der Staatsbibliothek zu Berlin aufbewahrt.

## Werke

### Orchestermusik
- Intrada (Huldigung für Josquin Desprez)
- Ironesken (Suite für Orchester)
- Spielkiste (Orchestermusik für Kinder)

### Chorwerke
- Wasser rieselt, Wasser murmelt (Zyklus)
- Gepfefferte Spruchbeutel (Zyklus)
- Schönster, glücklichster Stern sei die Erde (Zyklus)
- Die Welt ist ein Käfig voller Narren (Zyklus)
- Sibirische Badestube (Zyklus)
- Seit wir beieinander sind (Zyklus)
- Shalom (Zyklus)
- Märkisches Liederbuch (nach Texten von Eva Strittmatter)
- Musica Dantzerey (3 heitere Chorwerke)
- Epitaph S
- Nebeneinandergehen (Motette)
- Heißa, Kathreinerle (Konzertante Volksliedbearbeitungen)

### Filmmusik (Auswahl)
- 1976: Philipp, der Kleine
- 1978: Sieben Sommersprossen
- 1979: Das Pferdemädchen
- 1982: Das große Abenteuer des Kaspar Schmeck (TV-Reihe)
- 1983: Die Schüsse der Arche Noah
- 1983: Pianke (Fernsehfilm)
- 1983: Ich bin nicht Don Quichote (TV)
- 1986: Ein Wigwam für die Störche
- 1987: Der Schwur von Rabenhorst

### Hörspielmusik
- 1983: Hans Christian Andersen: Die Schneekönigin – Regie: Uwe Haacke (Kinderhörspiel – Rundfunk der DDR)
- 1984: Werner Heiduczek: Jana und der kleine Stern – Regie: Uwe Haacke (Hörspielbearbeitung, Kinderhörspiel, Kurzhörspiel – Rundfunk der DDR)

## Auszeichnungen
- Kunstpreis der DDR 1982